# Musée d'Art contemporain de Lima
Le Musée d'Art Contemporain de Lima (sigles: MAC Lima) est actuellement l'unique musée de la ville de Lima spécialisé dans la diffusion de l'art moderne et de l'art contemporain. Fondé en 2013, le musée se trouve sur un terrain cédé en concession par la municipalité de Barranco. Le bâtiment de style moderniste,  dessiné par l'architecte péruvien Frederic Cooper Llosa, est composé de trois espaces principaux qui abritent la collection permanente et les expositions temporaires. De grandes baies vitrées donnent sur un miroir d'eau donnant l'impression que le musée est une île. Un grand espace vert en accès libre pour le public complète les espaces du musée.
Le MAC Lima vise à être une institution intégrée dans son environnement urbain, en harmonie avec les sensibilités et les débats de son temps, connectée avec la communauté artistique et ouverte à la diversité des publics.

## Histoire
Le 11 juin 1955 se constitue à Lima la fondation de l'Institut d'Art Contemporain (IAC). À la fin des années 80, l'IAC prend la ferme décision de bâtir un musée et de le doter d'une collection. Elle est ainsi l'institution gestionnaire du Musée d'Art Contemporain de Lima (MAC Lima), lequel héberge et expose les principales œuvres de la collection de l'IAC.

## Collections et expositions
La collection originale de l’IAC commence à émerger des premières expositions qui ont eu lieu dans les différents lieux où elle a exercé alternativement : Galerie Lima, Maison Mujica et Musée d'Art Italien. Dans cette première phase de la constitution de la collection, on trouve des œuvres des décennies 1950 et 1960, qui donnent un riche panorama de l’art latino-américain de l’époque. Y figurent des œuvres de Gastón Garreaud, Rafael Hastings, Emilio Rodríguez Larraín, Oswaldo Poutres, Carlos Braché, ainsi que la vigoureuse abstraction de Fernando de Szyszlo, entre autres.
Dans les années 1990, à l’occasion d’une vente aux enchères qui devait servir à obtenir les fonds initiaux pour la construction du MAC Lima, l’IAC reçoit un apport important et nouveau d’artistes de premier plan de tout le continent. La collection s'enrichit d'œuvres d'artistes de l'abstration géométrique comme Víctor Pasmore et Eduardo Ramírez Villamizar–,d'artistes de l'art cinétique comme Jesús Rafael Soto et Carlos Cruz-Dix, d'artistes conceptuels comme  Álvaro Barrios, mais aussi d'artistes de la figuration narrative comme Antonio Seguí et Herman Braun-Vega entre autres.
Après la construction du MAC Lima, la collection s'est nourrie de nouveaux apports améliorant la représentativité de l'art contemporain. Grâce aux nouvelles donations d'artistes nationaux comme Ramiro Llona (es), Armando Varela, Fernando de Szyszlo, Kukuli Velarde (es), pour n'en mentionner que quelques uns ; et au soutien apporté par MICROMUSEO (“au fond y a de la place”) avec les œuvres d'artistes comme Alfredo Márquez, Ange Valdez, Moico Yaker, Juan Javier Salazar et Elliot Tupac.

## Activités et éducation
Le département d'éducation du musée n'envisage pas les collections du musée, et l'art contemporain en général, seulement depuis le point de vue esthétique. À cet égard, le musée dispose des programmes suivants, qui visent à être des outils de développement des capacités et de promotion des principes qui contribuent à la formation humaniste des visiteurs :
- MAC Dans l'école
- Classes MAC
- Classes libres
- Dimanches au MAC
- Stages